# Jérôme Marchant

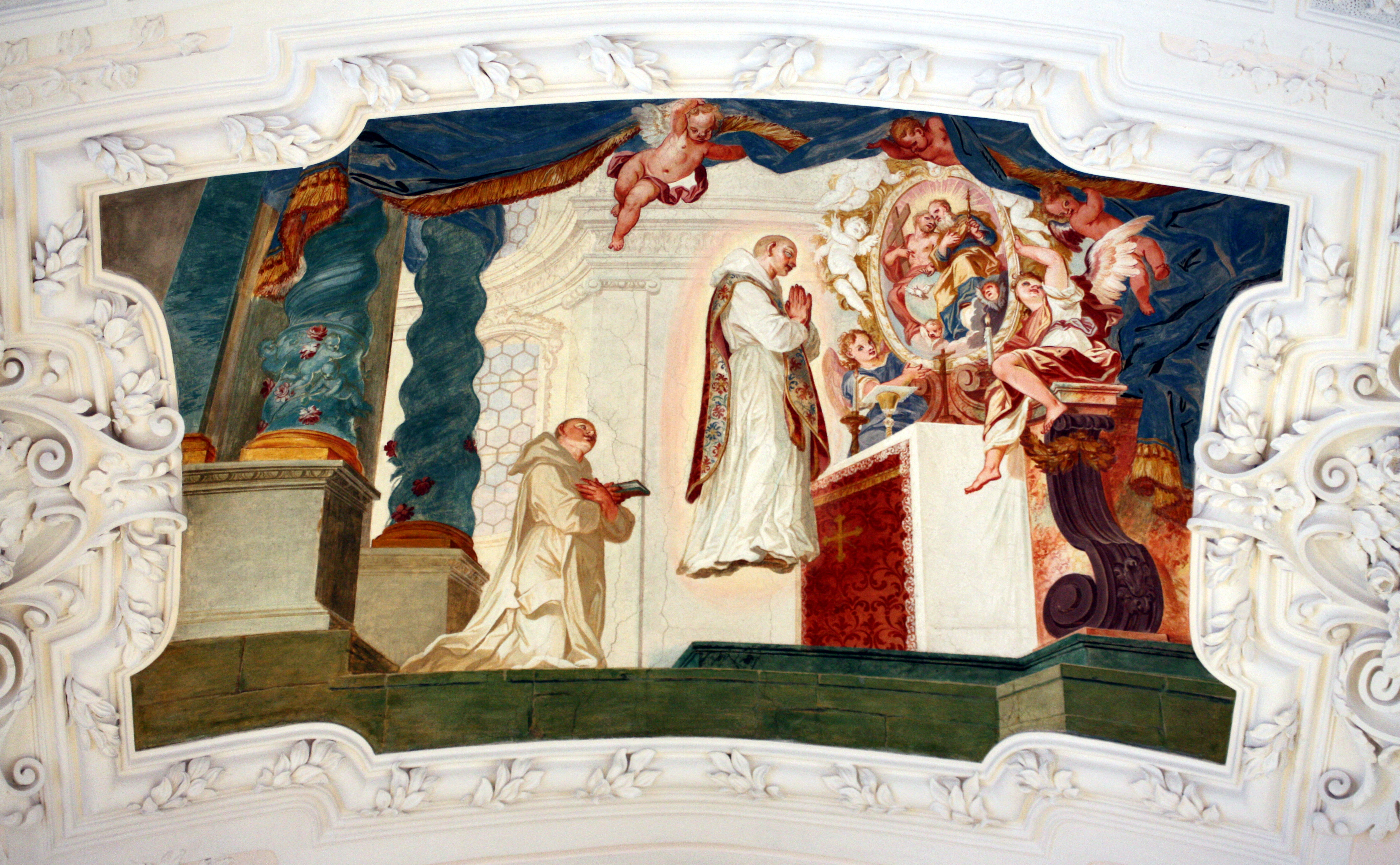
Jérôme Marchant in Levitation vor dem Dreifaltigkeitsaltar
Fresko in der Kirche St. Maria in Buxheim

Jérôme Marchant, auch Jérôme Marchand, (* 1540 in Auxi-le-Château, Frankreich; † 26. September 1594) war ein französischer Kartäuser. Zwischen 1588 und 1594 war er Prior der Grande Chartreuse und Generalminister des Kartäuserordens.

## Leben
Nach Abschluss seines Studiums wurde Jérôme Marchand zum Priester geweiht. Er widmete sich dem Unterrichten der Kinder von Auxi-le-Château. Als er am Collège in Abbeville lehrte, lernte er die Kartäuser kennen.
1562 wurde er in der Kartause Saint-Honoré in Abbeville eingekleidet. Einige Jahre später wurde er Prokurator des Hauses, der den Prior in der Verwaltung unterstützte. Bernard Carasse lernte ihn in seiner Zeit als Visitator der Kartäuserprovinz Picardie kennen. Als er Generalminister wurde, rief er Marchant in seine Nähe.
In der Grande Chartreuse hatte die Ämter Prokurator, Generalsekretär, Vikar, der den Prior in geistlicher Hinsicht unterstützt, und Novizenmeister inne. Als 1585 die Chartreuse de Lyon gegründet wurde, war er deren erster Prior. Im Generalkapitels des Orden wurde er 1588 als Nachfolger von Jérôme Lignano zum Prior der Grande Chartreuse und Generalminister des Ordens gewählt.
Während seiner Amtszeit wurde die Grande Chartreuse am 31. Oktober 1592 durch einen Brand fast vollständig zerstört.